# 妹妹公主
《妹妹公主》（日语：シスター・プリンセス）是日本美少女遊戲雜誌《電擊G's雜誌》的一個讀者參加計劃。2001年3月8日，遊戲版於PlayStation發售。在2001年及2002年兩度動畫化，不過兩套動畫《妹妹公主》和《妹妹公主 RePure》劇情並不相連。原畫師為天廣直人，人物設定由公野櫻子負責。

## 計劃內容
所謂「妹妹」，其實是突顯主角「兄」（即讀者）的象徵性。在原作並沒有一個實際的「兄」的存在，大概是希望讀者能代入其中享受「妹妹」的愛之餘也能愛護「妹妹」。原作12個「妹妹」每一個都是獨立的存在。改編動畫和遊戲時才將「兄」實體化。在遊戲中玩家可選擇「妹妹」是否有血緣關係，每個妹妹均根據其誕生日的星座反映其性格，對哥哥的稱呼也都不盡相同。
在1999年三月，雜誌出版社Media Works（現稱ASCII Media Works）所出版的雜誌電擊G's雜誌推出一個名為「妹妹公主」的讀者參與計劃，當時「妹妹」的數量只有九個。在2000年時，根據當時讀者意見，再加入由德國、英國與法國回到日本的三個新「妹妹」。

## 登場人物
原作中總共有12個「妹妹」。每個「妹妹」均根據其出生日期的星座反映其性格。然而，正式而言她們均未有設定年齡。
可憐（配音員：桑谷夏子）
9月23日出生，處女座，身高148厘米。算是12個妹妹中的「領袖」。富家出身，溫柔清純，善解人意，多才多藝，擅長彈鋼琴。對「兄」的稱呼為。
將哥哥當作自己生命中最重要的人。不但全力的照顧著哥哥的生活起居，還經常在他低潮的時候鼓勵他。第一輯動畫版中海神航總是不知不覺的忽略掉妹妹們的心情，而這時可憐就會以巧妙的方式來提醒哥哥注意其他妹妹的感覺，是一個非常溫柔的小傢伙。
花穗（配音員：望月久代）
1月7日出生，魔羯座，身高143厘米。比較活潑的「妹妹」，經常為「兄」打氣，行動稍為笨拙。對「兄」的稱呼為。
和名字一樣相當愛花，無法在腦子裡思兩件以上的事情，否則就會把自己陷進混亂當中。走路也時常會不小心摔倒，辦事情也冒冒失失，而且花穗知道的秘密，全部會因為不小心漏了嘴而說了出去。
努力的女孩子，心裡認準的事情就一定會做到。而且不僅如此，更喜歡給別人打氣（特別是哥哥）。整個一個大家庭中任何一個人看到花穗就會提起精神，因為她的口頭禪永遠是——奮鬥。
衛（配音員：小林由美子）
10月18日出生，天秤座，身高150厘米。活躍外向的「妹妹」，體育萬能，唯獨球類運動略差。第一人稱是多為男性使用的僕（ぼく）的僕娘。對「兄」的稱呼為，妹妹中唯一的短髮。
很小的時候起就希望自己能和哥哥一起玩，但是無奈自己是一個女孩子，很多事情女孩子不能去做。而看著哥哥和其他朋友一起開心的樣子，心裡一直很不服氣。她認為要接觸哥哥，就必須像男孩子一樣喜歡並且擅長各種運動，不僅能和哥哥一起玩，說不定還可以聽到哥哥誇獎自己。雖然把一切心情都表現在外，顯得很大條的一個女生。不過內心其實非常細膩，而且非常體貼。
咲耶（配音員：堀江由衣）
12月20日出生，射手座，身高159厘米。被譽為最成熟「妹妹」，但仍保留一點任性，有潮流觸覺。動畫和遊戲中設定為年紀最大的「妹妹」。對「兄」的稱呼為。
對於哥哥，咲耶的感情稍微有些不同。她比任何人都害怕失去哥哥，第一輯動畫版中小航走了以後，幾乎瘋狂般地衝向碼頭，說著抱怨的話，一心要將小航追回來；以及第二輯動畫版Repure中與哥哥的約定，證明並不單純是妹妹們那種依賴與崇拜所產生的「喜歡」，而是上升到一個「愛」的層面，發自真心的希望永遠永遠和哥哥在一起。
雛子（配音員：千葉千惠巳）
8月15日出生，獅子座，身高132厘米。可愛的小「妹妹」，天真無邪，動畫和遊戲中設定為「妹妹」之中年紀最小。對「兄」的稱呼為。
性格上卻和年齡相仿的、內向的亞里亞成了鮮明的對比。總是活潑的笑，經常讓周圍的人因為她的精神而振奮起來。
經常向哥哥撒嬌，會要求哥哥給自己講故事，也經常因為睏倦而直接倒在哥哥懷裡睡著。充滿幻想的女孩子，曾為了尋找一隻夢中的熊熊而獨自一人跑出去。。
鞠繪（配音員：柚木涼香）
4月4日出生，白羊座，身高148厘米。病弱「妹妹」，愛讀書，飼養一隻金毛尋回犬。對「兄」的稱呼為。
是一個安靜的孩子，通情達理，而且細膩體貼。因為從小身體很差，所以不常出門。僅僅在手中的書中去了解外面的世界，因此對外面的事情充滿了嚮往和好奇心。
最大的願望就是可以和哥哥一起走在沙灘上拾貝殼。
白雪（配音員：冰青）
2月11日出生，水瓶座，身高140厘米。愛料理的「妹妹」，自稱「公主」，經常為「兄」創作新菜式 。對「兄」的稱呼為。
不喜歡穿衣打扮，也沒有什麼興趣愛好，熱衷於——做菜，並且給大家品嚐。負責一家人一天的伙食，準備飯量非常精確。
「將自己的心意做成便當，給喜歡的人吃下去，那就是心靈的營養。」深信只要每天用虔誠的心態去做菜，那麼哥哥的心每天都是豐富的，永遠不會改變。
鈴凜（配音員：神崎千路）
7月9日出生，巨蟹座，身高152厘米。進取的「妹妹」，理科萬能，自己曾經製作一隻「鈴凜機械人」，對「兄」的愛毫不隱藏 。對「兄」的稱呼為（兄貴、老哥）。
對機械愛不釋手。但因為太喜歡擺弄機械而使自己顯的沒有女孩子該有的氣質。雖然哥哥並不介意這一點，不過總會不好意思。
機械鈴凜是鈴凜最得意的發明，雖然經常故障，維修和護理的代價又十分昂貴，但是鈴凜卻唯獨這一項發明即使再困難也要繼續下去。因為那裡傾注著她對哥哥所有的感情。
千影（配音員：川澄綾子）
3月6日出生，雙魚座，身高157厘米。沉默寡言，神秘的「妹妹」，原作中她亦是「兄」前世的妹妹，擅長塔羅牌占卜 。對「兄」的稱呼為。
是所有妹妹裡最大的。個性孤僻且神祕，不喜歡和大家一起行動，喜歡自己在房間裡以塔羅牌和水晶球占卜未來。房間裡總有一些稀奇古怪的東西，首先滿屋子燃燒的蠟燭，體積遠超房門的占卜台，以及裝有各種各樣小東西的瓶子。
對心愛兄長的感情，超越妹妹們的「喜歡」，有着「愛戀」成份，一心希望和哥哥去一個只有他們兩個人的地方。
春歌（配音員：嘉數由美）
後加的三個「妹妹」之一。5月16日出生，金牛座，身高156厘米。和風「妹妹」，從德國回來，精通舞蹈、薙刀、茶道等，對日本傳統甚有研究，目標是成為「兄」的「大和撫子」 。對「兄」的稱呼為。
喜歡舞蹈，並且精通日本古典文化，為了成為一名真正的淑女，從小便努力的練習行走、坐這樣傳統女性的基本禮儀，很擅長家里大大小小的瑣事，如衣服裁減製作，廚藝，以及醫學等等。還是使用長刀的個中好手，希望走到哪裡都會靠著它保護哥哥。
雖然有嫻熟的舉止以及開朗的性格，但對於哥哥的感覺卻一直不懂得如何表達，經常會陶醉在自己的幻想中，但是每每面對哥哥時又不知道從何說起，比較被動的等待小航與自己說話。
四葉（配音員：半場友惠）
後加的三個「妹妹」之一。6月21日出生，雙子座，身高149厘米。從英國回來，開朗的「妹妹」，非常注意「兄」的一舉一動，經常說要「檢查」「兄」的一切，數碼相機或放大鏡為隨身物 。對「兄」的稱呼為。
有一種獨特的英國女孩氣質，喜歡偵探小說，總是一副偵探的樣子，稱世上沒有她不知道的事（傳說中在她的調查手冊中有全宇宙中哥哥最完全檔案）。
在遊戲劇情中說明很怕鬼，興沖沖地拉著哥哥去鬼屋，結果自己卻嚇得要死，一直抱著哥哥哭。
亞里亞（配音員：水樹奈奈）
後加的三個「妹妹」之一。11月2日出生，天蠍座，身高139厘米。不諳世事，害羞的「妹妹」，由法國回來，非常愛哭，平常總帶著一枝洋傘，蓬蓬裙和緞帶是亞里亞的特徵之一，12個妹妹中最擅長唱歌的一位。對「兄」的稱呼為。在Re Pure中總叫家裡的管家「爺爺」。
喜歡甜甜的糖果、彩色的東西、可愛的東西、軟軟的東西以及涼涼的感覺，是典型的天真女孩。和她在一起仿佛時間也會變慢一樣。
說話總是慢慢的，但有時可以看見别人看不見的東西。

## 出版書籍
第1期（1999年3月号 - 2000年2月号）
書名為，單行本全12卷。
| 卷數 | 副標題 | MediaWorks     | MediaWorks         |
| 卷數 | 副標題 | 發售日期       | ISBN               |
| ---- | ------ | -------------- | ------------------ |
| 1    | 可憐   | 2000年11月30日 | ISBN 4-8402-1717-3 |
| 2    | 花穂   | 2000年11月30日 | ISBN 4-8402-1718-1 |
| 3    | 衛     | 2000年11月30日 | ISBN 4-8402-1719-X |
| 4    | 咲耶   | 2001年2月28日  | ISBN 4-8402-1750-5 |
| 5    | 雛子   | 2001年2月28日  | ISBN 4-8402-1751-3 |
| 6    | 鞠絵   | 2001年2月28日  | ISBN 4-8402-1752-1 |
| 7    | 白雪   | 2001年3月8日   | ISBN 4-8402-1789-0 |
| 8    | 鈴凛   | 2001年3月8日   | ISBN 4-8402-1790-4 |
| 9    | 千影   | 2001年3月8日   | ISBN 4-8402-1791-2 |
| 10   | 春歌   | 2001年4月28日  | ISBN 4-8402-1803-X |
| 11   | 四葉   | 2001年4月28日  | ISBN 4-8402-1804-8 |
| 12   | 亞里亞 | 2001年4月28日  | ISBN 4-8402-1805-6 |

第2期（2000年3月号 - 2001年4月号）
書名為，單行本全1卷。
| 卷數 | MediaWorks    | MediaWorks         |
| 卷數 | 發售日期      | ISBN               |
| ---- | ------------- | ------------------ |
| 全   | 2001年7月30日 | ISBN 4-8402-1902-8 |

第3期（2001年5月号 - 2002年4月号）
書名為，單行本全4卷。
| 卷數 | MediaWorks     | MediaWorks         |
| 卷數 | 發售日期       | ISBN               |
| ---- | -------------- | ------------------ |
| 1    | 2001年12月20日 | ISBN 4-8402-1969-9 |
| 2    | 2002年2月28日  | ISBN 4-8402-2083-2 |
| 3    | 2002年4月30日  | ISBN 4-8402-2120-0 |
| 4    | 2002年6月28日  | ISBN 4-8402-2136-7 |

第4期（2002年5月号 - 2003年8月号）
書名為，單行本全1卷。
| 卷數 | MediaWorks    | MediaWorks         |
| 卷數 | 發售日期      | ISBN               |
| ---- | ------------- | ------------------ |
| 全   | 2004年2月28日 | ISBN 4-8402-2645-8 |

## 電視動畫

### 第1季
第一次動畫化是在 2001年四月至九月期間，於東京電視台播映。取名「妹妹公主」。全 26 話。
故事主要講述某天正在為入學試驗煩惱的海神航被人從東京送到「普羅密斯島」（プロミスト・アイランド，意為應許之島）的學校讀書。在那裏遇見了12個妹妹後的故事。
故事原創角色包括：
海神航（配音員：野島健兒）
故事中的「兄」，本因升學制度的洗腦下，成為只為升學而對其他漠不關心的優等生，直到升學失敗後，被迫選擇到普羅密斯島上的星見丘西學園就讀，才改變了一切。
在第二輯動畫版Repure則沒出現，改由讀者代替「兄」的角度來穿插劇情。
山神燦緒（配音員：置鮎龍太郎）
海神航在東京的同學，與海神航皆為名列前茅的優等生。
山神真深美（配音員：冰上恭子）
山神燦緒的親妹妹，誤會下成為海神航的「第13個妹妹」，化名真深。
在第二輯動畫版Repure第9話中曾出現，在麵包店工作，正推銷超辣咖哩麵包。
山田太郎（配音員：山口勝平）
海神航乘船到普羅密斯島學校讀書時遇到，因為成績太差而要到星見丘西學園讀書。和航一班，與航稱兄道弟，設法接近妹妹們，由始至終卻得不到什麼好處。性格自大而古怪，愛吹牛，幻想，對航的妹妹大獻殷勤，經常鬧出笑話。
執事（配音員：土屋利秀）
為海神家服務的執事。

#### 製作人員
- 製作總指揮：大月俊倫
- 規劃：佐藤辰男
- 導演：大畑清隆（第1話 - 第12話）、伊灘郁志（第13話 - 第26話）
- 助理導演：下田屋つばめ
- 系列構成：網谷正治
- 角色設計：新田靖成
- 作品設計：橋本英樹（第1話 - 第13話）、須藤裕子、志田ただし（第14話 - 第26話）
- 總導演：アサミマツオ（第14話 - 第26話）
- 美術總監：針生勝文
- 色彩設定：海鋒重信
- 舞台監督：木村秀文
- 編輯：関一彦
- 攝影總監：谷内潤
- 音響導演：千葉繁
- 音樂：服部隆之
- 音樂製作：STARCHILD
- 音樂協助：TV東京音樂（テレビ東京ミュージック）
- 製片人：高野希義、森山敦、渡辺和哉、川崎とも子
- 製作人助理：中西豪
- 動畫製作：八木充夫
- 製作協助：GANSIS
- 動畫製作：ZEXCS
- 製作：妹妹公主製作委員會（MediaWorks、King Records、Broccoli）、讀賣廣告社

#### 主題曲
片頭曲
- 「Love Destiny」（第1～25話）

作詞．作曲：伊藤千夏
編曲：小林信吾
歌：堀江由衣
片尾曲
- 「翼」

作詞：有森聡美
作曲：池田浩雄
編曲：大田美知彥
歌：堀江由衣
插入曲
- 「その奇跡は永久に」（第20話）

作詞：公野櫻子
作曲．編曲：五島翔
歌：シスター・プリンセス+1「可憐、花穗、衛、咲耶、雛子、鞠繪、白雪、鈴凜、千影、春歌、四葉、亞里亞、真深（桑谷夏子、望月久代、小林由美子、堀江由衣、千葉千恵巳、柚木涼香、橫手久美子、神崎ちろ、川澄綾子、嘉數由美、半場友恵、水樹奈奈、冰上恭子）」

#### 劇情大綱
| 集數 | 標題                                                              | 編劇     | 分鏡                             | 演出                     | 首播日期      | 作畫監督           |
| --- | ----------------------------------------------------------------- | -------- | -------------------------------- | ------------------------ | ------------- | ------------------ |
| 01 | 我的畢業典禮 轉寫：Boku no Guradyuēshon                 | 網谷正治 | 大畑清隆                         | 下田屋つばめ             | 2001年4月4日  | 志田正             |
| 資優生海神航因為電腦畫卡失誤而沒有錄取明星高中，並遭到一直以來成績僅次於他的同學山神燦緒嘲笑。在沒有合理解釋的情況下，他被逐出家中豪宅並被送往希望之島的星見丘西學園。他在船上遇見個性自大的山田，和暗中監視他的山神真深，兩人都是他同學。上島後，航分別遇見四位女孩，之後航在尋找住處時遇上意外，最後被安排住進豪宅，和自稱是他妹妹的四位女孩同住。                                               |                                                                   |          |                                  |                          |               |                    |
| 02 | 我最喜歡哥哥了！ 轉寫：Onii-chan, Daisuki!              | 網谷正治 | 池端隆史                         | のがみかずお             | 2001年4月11日 | 小林理             |
| 儘管四個妹妹各有魅力，但航覺得這一切都是夢，他試圖離開這座島，但都徒勞無功。之後他住的豪宅內發生連串怪異事件，最終他發現屋內的其他八個妹妹，以及監視自己的真深。真深自稱是航的妹妹，讓航認為自己有十三位妹妹。 |                                                                   |          |                                  |                          |               |                    |
| 03 | 跟哥哥一起 轉寫：Onii-sama to Issho                     | 瀧晃一   | 松本淳                           | 藪下昌二                 | 2001年4月18日 | 大河原晴男         |
| 航的妹妹們和他讀同間學校，讓航即使到學校也備感壓力，無論走到哪裡，都至少有一個妹妹在他旁邊，這使他不斷心生離島的念頭，但可憐說服他留了下來。一旁熱衷占卜的妹妹千影對著水晶球喃喃自語，表示哥哥會有危險。 |                                                                   |          |                                  |                          |               |                    |
| 04 | 熊熊在哪裡？ 轉寫：Kuma-san, doko?                      | 網谷正治 | 岩崎良明                         | 笠麻美                   | 2001年4月25日 | 小原充             |
| 航幫妹妹雛子找她在夢中看到的泰迪熊，他們走遍鎮上每家店都找不到，最終放棄了，不過雛子表示只要有哥哥在身邊就已經足夠。此時經過一個在慢跑的老人，給兩人一個包裹，他誤以為包裹是航遺落的。雛子打開包裹，裡面正是她夢寐以求的泰迪熊。 |                                                                   |          |                                  |                          |               |                    |
| 05 | 老哥和電郵 \(^◇^)/ 轉寫：Aniki to Mēru \(^◇^)/          | 佐藤勝一 | 大畑清隆、下田屋つばめ           | 蓮尾廣輝                 | 2001年5月2日  | 山田一郎           |
| 航熱衷於電子郵件交友，讓航的妹妹們很忌妒，擅長發明的妹妹鈴凜為姊妹們各做了一支手機，讓她們可以用電子郵件和哥哥交流，這也讓航的信箱被塞爆了。起初航對於沒有時間獨處感到煩悶，但妹妹們傳來的訊息既天真又可愛，讓航振作了起來。 |                                                                   |          |                                  |                          |               |                    |
| 06 | 哥哥是白馬王子♥ 轉寫：Onii-chan wa Ojii-sama            | 堀井明子 | 池端隆史                         | 渡邊健一郎               | 2001年5月9日  | 志田正             |
| 航和妹妹們報名參加希望之島才藝大賽，並以優勝獎品為目標。他們演出話劇《十二位溫柔的公主》，十二位妹妹在劇中都扮演公主角色，而航扮演王子。最終他們沒能得勝，只拿到安慰獎。 |                                                                   |          |                                  |                          |               |                    |
| 07 | 戀愛的季節 轉寫：Koisuru Kisetsu                        | 瀧晃一   | 松本淳                           | 山內東生雄               | 2001年5月16日 | 小林理、大河原晴男 |
| 妹妹們在曬衣服時，無意間把床單披在自己身上，因為模樣像極了結婚禮服，她們便開始玩結婚遊戲。這集暗示航必須在十二人中做出選擇。 |                                                                   |          |                                  |                          |               |                    |
| 08 | 總有一天我們兩個人 轉寫：Itsu no Hika Futari de         | 網谷正治 | 破荒汰                           | 冬川岬                   | 2001年5月23日 | 高瀨言             |
| 航花一整天陪體弱多病的妹妹鞠繪，兩人逛街、買書。後來下了傾盆大雨，鞠繪高燒不退，航冒著大雨衝到海邊撿拾答應送給她的貝殼，之後鞠繪便痊癒了。兩人一起到了海邊。 |                                                                   |          |                                  |                          |               |                    |
| 09 | 夏天來到了 轉寫：Natsu ga Kimashita                     | 佐藤勝一 | 斡樹昂                           | 水無月彌生               | 2001年5月30日 | 関口雅浩、小林理   |
| 航和妹妹們度過夏天，她們一起吃流水涼麵、接著去買了泳裝。之後航、妹妹們和山田一起清理游泳池，並開心地戲水玩樂，除了航以外。航坦白自己是個旱鴨子，並希望擅長運動的衛教自己游泳。 |                                                                   |          |                                  |                          |               |                    |
| 10 | 加油啊，哥哥！ 轉寫：Gambatte, Anii!                    | 佐藤勝一 | 岩崎良明                         | 蓮尾廣輝                 | 2001年6月6日  | 長谷川和美         |
| 儘管衛努力不懈地指導，航也拚命學習，但航遲遲學不會游泳，終究放棄了。但在妹妹亞里亞溺水時，他毫不猶豫地跳下水救人，這次的危機讓他學會狗爬式。 |                                                                   |          |                                  |                          |               |                    |
| 11 | 與哥哥的神秘之旅 轉寫：Aniki to Shīkuretto Tsuā         | 瀧晃一   | 岩崎良明、大畑清隆               | 藤本義孝                 | 2001年6月13日 | 飯飼一幸           |
| 航和妹妹們一起搭乘鈴凜製作的潛水艇，展開水上之旅，起初他們遊覽了美妙的海景，然而風暴來襲，潛水艇開始漏水。在潛水艇毀壞後，姊妹們分散各處，只剩下航和真深在礁石上。 |                                                                   |          |                                  |                          |               |                    |
| 12 | 假期充滿了愛 轉寫：Bakansu wa Rabu yo                   | 瀧晃一   | 松本淳                           | 山內東生雄               | 2001年6月20日 | 志田正             |
| 航、真深和十二位妹妹進入了未知的島嶼，他們發現一幢海濱別墅，決定暫住該處並找尋回家的路。雖然妹妹們都玩得很開心，但航很擔心自己回不了家，但他之後才發現眾人只是漂到了希望之島的另一側。 |                                                                   |          |                                  |                          |               |                    |
| 13 | 與哥哥共度的夏天 轉寫：Onii-chan to no Natsu            | 佐藤勝一 | 下田屋つばめ、水無月彌生         | アサミマツオ             | 2001年6月27日 | 志田正             |
| 航回憶他和妹妹們的相處時光，暑假也隨之結束。而在結尾時可以瞥見僅出現在片尾動畫的神秘黃衣女孩。 |                                                                   |          |                                  |                          |               |                    |
| 14 | 真正的心意♥ 轉寫：Hontō no Kimochi                      | 網谷正治 | 夷一、嵯峨敏                     | 橫山廣實                 | 2001年7月4日  | 服部憲知           |
| 航覺得自己對妹妹們的付出太少了，他希望妹妹們，如果有需要幫忙的事，可以盡管依賴哥哥。可憐希望他能幫忙換燈泡，兩人在街上遍尋不著同型號的燈泡，也因此共度了一整天。 |                                                                   |          |                                  |                          |               |                    |
| 15 | 亞里亞的蝴蝶結 轉寫：Aria nō Ribon                      | 佐藤勝一 | 岩崎良明                         | 蓮尾廣輝                 | 2001年7月11日 | 長谷川和美         |
| 風吹走了航送給亞里亞的蝴蝶結，亞里亞在一位陌生老人陪同下找蝴蝶結。與此同時，航發現亞里亞不見了，便去找她。亞里亞找到了蝴蝶結，並把緞帶送給老人當謝禮。在航找到亞里亞時，老人消失了，而樹梢上繫著亞里亞送出的緞帶。 |                                                                   |          |                                  |                          |               |                    |
| 16 | 花穗加油喔！ 轉寫：Kaho, Ganbaccahau!                   | 瀧晃一   | 斡樹昂                           | 江島泰男                 | 2001年7月18日 | 大河原晴男         |
| 妹妹花穗持續參與啦啦隊練習，並期望能在運動會上為航加油，而身為不擅長運動的書呆子，航決定要參加接力賽跑，以回應妹妹的聲援。航在比賽中跌倒，讓他一度想放棄，但在花穗的加油聲中，他終於抵達終點。即使是最後一名，大家也很開心。 |                                                                   |          |                                  |                          |               |                    |
| 17 | 春歌的針灸♥ 轉寫：Okyū Desu wa... Po ♥                  | 彩乃小路 | 嵯峨敏                           | 嵯峨敏                   | 2001年7月25日 | 志田正             |
| 妹妹春歌熱衷於日本文化，她告訴航自己的夢想是和哥哥去舞會跳舞，雖然航的舞技不佳，但他認為如果這能逗笑春歌也無妨。然而航扭傷了腳踝，在春歌用艾灸幫他治療後不久，他便痊癒了，但舞會也已經結束。之後航帶春歌去祭典作為彌補，兩人在那裏幫一個陌生男子找回他亡妻的髮簪，身為舞會主辦人的男子非常感激，便打開舞廳讓兩人跳舞。                                                                             |                                                                   |          |                                  |                          |               |                    |
| 18 | …永遠的…誓言…… 轉寫：....Eikyō no....Chigiri wo........ | 瀧晃一   | 水無月彌生、斡樹昂               | 藤本義孝                 | 2001年8月1日  | 飯飼一幸           |
| 航做了有關千影的怪夢，在醒來後，他發現自己靈魂出竅了，除了千影以外沒人能看到自己。千影表示只要航幫自己一點小忙，她就可以幫他復原，在從事一堆古怪的實驗後，航和千影穿越到另一個世界。異世界中的兩人有一段英雄救美的戀情，航保護千影免於死神的追殺，之後兩人在教堂準備結婚。然而比起和千影享受兩人世界，航更想和所有妹妹在一起，於是千影便讓航醒來、並讓他的靈魂回到身體裡面。                       |                                                                   |          |                                  |                          |               |                    |
| 19 | 這是愛心便當喔 轉寫：Ai no Obentō Desu no               | 佐藤勝一 | 高橋丈夫                         | 橫山廣實                 | 2001年8月8日  | 服部憲知           |
| 白雪每天都為姊妹們做愛心便當，讓山田很是忌妒，山田告訴白雪，應該讓航補充更多營養，並暗中希望她會做太多餐點，藉此蹭一些剩飯。山田的計畫非常成功，航和妹妹們不想辜負白雪的好意，都吃得很撐，直到航狠下心來告訴白雪，讓她把料理恢復原本的分量。 |                                                                   |          |                                  |                          |               |                    |
| 20 | 聖誕節，愛的命運                                                  | 彩乃小路 | 破荒汰、岩崎良明                 | アサミマツオ             | 2001年8月15日 | 飯飼一幸           |
| 航和妹妹們共度聖誕節，十三位妹妹為航合唱一首歌，在交換禮物後，航送了音樂盒給妹妹們。 |                                                                   |          |                                  |                          |               |                    |
| 21 | 2個鈴凜\(^o^)/~♥ 轉寫：Aniki ni me two \(^o^)/~♥        | 網谷正治 | 松本淳、斡樹昂                   | 水無月彌生               | 2001年8月22日 | 志田正             |
| 鈴凜製作了一個以自己為藍本的自主機器人，這台機器人可以洗衣煮飯、打掃環境，但因為功能太多反而使其超出負荷。鈴凜透露之所以急於完成機器人，是因為自己想赴美進修，而這台機器人是用來代替自己。 |                                                                   |          |                                  |                          |               |                    |
| 22 | 哥哥，徹底探索喔♥ 轉寫：Anichama, Chekkidesu ♥          | 瀧晃一   | 夷一、斡樹昂                     | 藤本義孝                 | 2001年8月29日 | 飯飼一幸           |
| 航和亞里亞在路上看到松鼠，便把牠撿回家照顧。妹妹們發現自己都有一些東西不見了，愛好偵探故事的四葉決定幫大家找出犯人。準備晚餐時，真深不慎把航送的音樂和弄壞了，但她隱瞞此事，之後花穗不小心撞到音樂盒，她誤以為是自己弄壞的，並把這件事告訴四葉。四葉把音樂盒送修，並假扮成偷走音樂盒的怪盜，藉此在送修的三天內掩蓋其損壞的實情，之後航指責了四葉、花穗和真深。而千影發現偷了大家東西的犯人是松鼠。 |                                                                   |          |                                  |                          |               |                    |
| 23 | 第一位來訪的客人 轉寫：Hajimete no Okyakusama           | 網谷正治 | 池端隆史、斡樹昂                 | 木村寬                   | 2001年9月5日  | 長森佳容           |
| 長期和航以電子郵件通訊的山神燦緒來到島上與航見面，除了身為燦緒妹妹的真深，航的妹妹們都很歡迎他的到來。劇情揭示真深的任務是按照燦緒的指令，將航趕出這座島，由於她的任務遲遲沒有達成，燦緒才親自出馬，而真深也不再聽從燦緒的指示。當晚，燦緒向航表示，原先的高中已經錄取了他，而他也可以回東京。 |                                                                   |          |                                  |                          |               |                    |
| 24 | 分離的預感 轉寫：Sayonara no Yokan                      | 佐藤勝一 | 破荒汰、島津奔                   | アサミマツオ             | 2001年9月12日 | 飯飼一幸、佐野英敏 |
| 航對自己可以回到東京的感想五味雜陳，因此遲遲無法做決定，而燦緒也一直在催促他。最後航決定回到東京，千影把自己最珍貴的護身符交給他，而其他的妹妹們也都失落流淚。 |                                                                   |          |                                  |                          |               |                    |
| 25 | 好想好想你…哥哥 轉寫：Aitai... Onii-chan                | 瀧晃一   | 岩崎良明                         | 藤本義孝                 | 2001年9月19日 | 志田正             |
| 妹妹們很想念哥哥，並一心期待他回來。而回到東京的航在燦緒的影響下，逐漸忘去在島上的回憶，儘管趕到東京的真深當面挽留他，航也拒絕了真深。就在此時，航想起了小時候的承諾。 |                                                                   |          |                                  |                          |               |                    |
| 26 | 約定之島 轉寫：Yakusoku no Shima                        | 網谷正治 | 島津奔、水無月彌生、下田屋つばめ | 下田屋つばめ、水無月彌生 | 2001年9月26日 | 新田靖成           |
| 出乎燦緒的意料，航選擇回到希望之島。妹妹們非常高興，成天膩在航身邊，美中不足的是真深仍然不知所蹤。數日後，他們開始上學，發現真深作為轉學生回到島上，而最大家感到意外的是，燦緒也搬到島上，以期能找到「真的很酷的東西」。 |                                                                   |          |                                  |                          |               |                    |

此外還有一集《妹妹公主前夜祭》（シスター♥プリンセス 前夜祭），內容為十二位妹妹的配音員的訪談，於第一集之前（2001年3月28日）播出。

### 播放電視台
日本
| 播放電視台 | 播放日期                  | 播放時間（UTC+9）        | 播映回數 | 備註 |
| ---------- | ------------------------- | ------------------------ | -------- | ---- |
| 東京電視台 | （2001年4月4日－9月26日） | 星期一至五 11:30 - 12:00 | 全部     |      |

台灣
| 播放電視台 | 播放日期              | 播放時間（UTC+8）   | 聯播網   | 播放回數 | 備註                                                       |
| ---------- | --------------------- | ------------------- | -------- | -------- | ---------------------------------------------------------- |
| 華視主頻   | 2002年2月2日－7月13日 | 星期六 17:30－18:00 | 衛星電視 | 1-20     |                                                            |
| 華視主頻   | 2002年8月4日          | 星期日 16:00－16:30 | 衛星電視 | 21       | 當日播映金貿獎頒獎典禮－活力台灣飛躍全球轉播節目故更改時間 |
| 華視主頻   | 2002年8月11日－9月8日 | 星期日 16:30－17:00 | 衛星電視 | 22-26    |                                                            |

香港
| 播放電視台 | 播放日期               | 播放時間（UTC+8）        | 播放回數 | 備註 |
| ---------- | ---------------------- | ------------------------ | -------- | ---- |
| tvbQ       | 2005年1月13日－2月17日 | 星期一至五 11:30 - 12:00 | 全部     |      |

## 相關企劃
2017年國王唱片方面因應《妹妹公主》系列在日本首播15週年紀念，於本年3月1日推出「妹妹公主 15th Anniversary Blu-ray BOX」（內有妹妹公主和妹妹公主 RePure兩套動畫。）
2018年10月播出的動畫《我喜歡的妹妹不是妹妹》之中，第一話以《妹妹公主》角色出場片段作為開頭。
2019年1月30日，為紀念本作20周年，《妹妹公主》官方宣布會有一系列企劃，首先將動畫第一作以期間限定觀賞方式上傳至YouTube（最初僅限日本地區收看，後來撤銷限制），並讓主角『可憐』以虛擬YouTuber身分出道，9月23日生日當天進行首次直播。2同年12月發表第二位成為虛擬YouTuber的妹妹『咲耶』，2020年1月20日開始直播。2020年4月則是發表第三名妹妹『花穗』，同年5月25日開始直播。2020年9月同步發表『衛』與『亞里亞』兩位妹妹，並於2021年2月14日兩人同時開始直播。2021年10月1日，虛擬YouTuber計畫終止。
2024年7月29日，正逢妹妹公主25週年之時，曾一度停止開播的頻道再次開播。2024年8月19日發表第六位妹妹成員『鈴凛』。

## 相關項目
- 歡樂課程（Happy Lesson）
- 雙戀

以上均為同屬《電擊G's》雜誌的讀者參與計劃

## 外部連結
- 《妹妹公主》官方網頁（日語）
- 動畫官方網站（スターチャイルド）（页面存档备份，存于）（日語）
- Sister Princess（妹妹公主）網站（页面存档备份，存于）（日語）
- RePure官方網站（スターチャイルド）（页面存档备份，存于）（日語）
- 妹妹公主20周年企劃官網（页面存档备份，存于）（日語）
- 妹妹公主網站（页面存档备份，存于）
- 妹妹公主網站 （页面存档备份，存于）
- 妹妹公主官方Youtube